# Giulia Celenza
Giulia Peppina Teresa Celenza (Vasto, 3 marzo 1882 – Firenze, 1933) è stata una traduttrice e anglista italiana.
Notevoli le sue versioni di William Shakespeare, Robert Louis Stevenson, Rudyard Kipling e Virginia Woolf.

## Traduzioni
- Algernon Charles Swinburne, Atalanta in Calidone, Prefazione di Emilio Cecchi, Firenze, Battistelli, 1922; Venezia, La Nuova Italia Editrice, 1928.
- Rudyard Kipling, Kim, Milano, A. Corticelli, 1928; Milano, Mursia, 1963; Milano, Garzanti, 1975.
- Oscar Wilde, Il giovine Re, Milano, A. Corticelli, 1928.
- Robert Louis Stevenson, Il Signor di Ballantrae (The Master of Ballantrae), Collana Opere di R.L. Stevenson n.6, Milano, Alberto Corticelli Editore, 1929. - Introduzione di Giorgio Manganelli, Collana i millenni, Torino, Einaudi, 1965; Collana Gli struzzi n.173, Torino, Einaudi, 1978; in Il fantastico Robert Louis Stevenson, a cura di Massimo Scorsone, Collana Oscar Draghi, Milano, Mondadori, 2024, ISBN 978-88-047-2485-8.
- Virginia Woolf, Gita al faro, Milano, Treves, 1934; Milano, Garzanti, 1948-2023.